# ماورو بلوجي
ماورو بـِلـّوجي (بالإيطالية: Mauro Bellugi)‏، (بونكنيفينتو بمقاطعة سيينا، 7 فبراير 1950) ، لاعب كرة قدم إيطالي سابق.
لعب مع منتخب إيطاليا لكرة القدم.

## مسيرته الكروية
لعب ماورو بلوجي خلال مسيرته الاحترافية مع 4 أندية في اثنا عشر موسمًا ولم يسجل خلالها أي هدف ضمن 227 مباراة. ولم يفز بأي موسم بالكأس وفاز في موسم واحد بالدوري.
خاض ماورو بلوجي مسيرته مع نادي إنتر ميلان في موسم 1969–70 ليلعب معه خمسة مواسم، مشاركًا في 90 مباراة ولم يسجل أي هدف. ثم انتقل إلى نادي بولونيا في موسم 1974–75 ليلعب معه خمسة مواسم، حيث شارك في 91 مباراة ولم يسجل أي هدف أيضًا. لينتقل بعدها إلى نادي نابولي في موسم 1979–80 لمدة موسم واحد، مشاركًا في 26 مباراة ولم يسجل أي هدف أيضًا. ثم انتقل إلى نادي بيستويسي في موسم 1980–81 لمدة موسم واحد، مشاركًا في 20 مباراة ولم يسجل أي هدف أيضًا.

## روابط خارجية
- ماورو بلوجي على موقع الاتحاد الدولي (مؤرشف)  (الإنجليزية)
- ماورو بلوجي على موقع قاعدة بيانات كرة القدم.إي يو (الإنجليزية)
- ماورو بلوجي على موقع ناشيونال فوتبول تيمز (الإنجليزية)
- ماورو بلوجي على موقع عالم كرة القدم.نت (الإنجليزية)
- ماورو بلوجي على موقع CONI honoured athlete website (الإيطالية)